# Stazione di Massa Centro
Stazione di Massa Centro vasútállomás Olaszországban, Massa településen.

## Vasútvonalak
Az állomást az alábbi vasútvonalak érintik:
- Pisa–La Spezia–Genova-vasútvonal
- Pisa–Genova-vasútvonal

## Kapcsolódó állomások
A vasútállomáshoz az alábbi állomások vannak a legközelebb:
- Stazione di Forte dei Marmi-Seravezza-Querceta
- Stazione di Massa Zona Industriale
- Stazione di Montignoso